# Adriana Bittel
Adriana Bittel (ur. 8 października 1947 w Bukareszcie) – rumuńska pisarka, publicystka, krytyk literacki, dziennikarka. Czołowa postać we współczesnej literaturze rumuńskiej.

## Życiorys
Adriana Bittel jest absolwentką wydziału języka i literatury rumuńskiej Uniwersytetu Bukareszteńskiego, który ukończyła w 1970 roku. W 1972 roku została korektorem, a następnie redaktorem magazynu România literară, gdzie pracowała do 2010. Ponad 20 lat Bittel publikowała cotygodniowe recenzje książek w Formula AS. W 1980 zadebiutowała tomem "Lucruri într-un pod albastru". W 2001 wydała Întâlnire la Paris, zawierającą jedenaście opowiadań. Otrzymała za nią nagrodę Stowarzyszenia Pisarzy w Bukareszcie i nagrodę ASPRO. Występuje w antologi Romanian Fiction of the '80s and '90s autorstwa Alexandru Vlada.

## Wybrana twórczość
- Lucruri într-un pod albastru, 1980
- Somnul după naștere, 1984
- Iulia în iulie, 1986
- Fototeca, 1989
- Întâlnire la Paris, 2000
- Cum încărunțește o blondă. Povestiri din secolul trecut, 2006
- Cum încărunțește o blondă. Povestiri, 2015